# Nyborg (Finnmark)
Nyborg (norwegisch Nyborg handelssted) ist ein Ort in der Gemeinde Nesseby im Fylke Finnmark in Norwegen. Der Handelsort wurde von Bergitte und Andras Brodtkorb gegründet und wurde um 1850 gebaut. Er hatte ein großes Wohnhaus, das vom Baumeister Sveve, der auch die Kirche von Nesseby und das Rathaus von Vadsø gebaut hat, errichtet worden war.
1865 wurde Nyborg von der Tochter Jensine Fredrikke Johanne Brodtkorb und ihrem Mann Otto Andreas Pleym übernommen. Pleym betrieb großen Handel in der Umgebung und mit dem Ausland. Er verkaufte Branntwein und hatte große Umsätze auf dem Varangermarkedet (deutsch Varangermarkt) am Karlebotn, einem Seitenfjord des Varangerfjords.
Bei der Volkszählung von 1875 wohnten 13 Menschen in Nyborg.
Um 1880 wurde in Nyborg der Geschäftsbetrieb wieder von einer Generation der Brüder Fredrik From Pleym und Otto Andreas Pleym jr. unter dem Firmennamen Brødrene Pleym übernommen.
Nyborg war einst Thingstätte und bekannt für seine große Gastfreundschaft. Nils A. Ytreberg erzählt, dass Gäste von Vardø, Vadsø, Nesseby, Tana und dem heute zu Tana gehörenden Polmak zu großen Gesellschaften kamen. Die Gäste kamen mit Schlitten oder Pulka, um Weihnachten und Ostern in Nyborg zu feiern. Dann gab es tagelange Feste mit Spielen, Tanz, Komödienaufführungen und mehr und so wurde Nyborg ein kleines Flateby in Finnmark. In Flateby in Enebakk in Akershus hatte die Familie Collett ein Jagdschloss und dort wurden am Ende des 18. und am Anfang des 19. Jahrhunderts häufig große Feste während der Jagd im Herbst und zu Weihnachten gefeiert.